# Équipe du Cap-Vert féminine de handball
L'équipe du Cap-Vert féminine de handball est la sélection nationale représentant le Cap-Vert dans les compétitions internationales de handball féminin.
La sélection est huitième des Jeux africains de 2011 à Maputo, neuvième du Championnat d'Afrique des nations féminin de handball 2021 à Yaoundé et douzième du Championnat d'Afrique des nations féminin de handball 2022 à Dakar.
.